# Écologie du feu

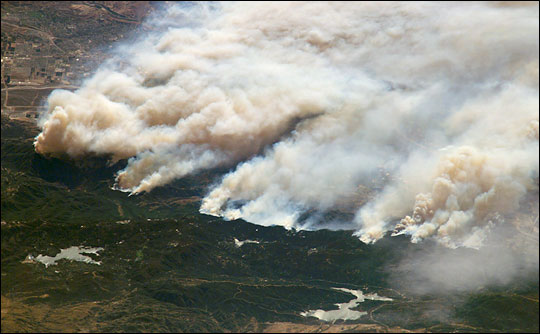
Old fire dans les montagnes de San Bernardino (image prise depuis la Station spatiale internationale)

L'écologie du feu est une discipline scientifique qui s'intéresse aux processus naturels impliquant le feu dans un écosystème et aux effets écologiques, aux interactions entre le feu et les composants abiotiques et biotiques d'un écosystème, et au rôle en tant que processus écosystémique. De nombreux écosystèmes, en particulier les prairies, les savanes, les forêts de chaparral et de conifères, ont évolué avec le feu comme un contributeur essentiel à la vitalité et au renouvellement de l'habitat. De nombreuses espèces végétales dans les environnements touchés par le feu ont besoin du feu pour germer, s'établir ou se reproduire.  La suppression des feux de friches élimine non seulement ces espèces, mais également les animaux qui en dépendent.
Les campagnes aux États-Unis (en) ont historiquement incité l'opinion publique à croire que les incendies de forêt sont toujours nocifs pour la nature. Cette vision est basée sur les croyances dépassées selon lesquelles les écosystèmes progressent vers un équilibre et que toute perturbation, comme le feu, perturbe l'harmonie de la nature. Des recherches écologiques plus récentes ont cependant montré que le feu fait partie intégrante de la fonction et de la biodiversité de nombreux habitats naturels, et que les organismes de ces communautés se sont adaptés pour résister, voire exploiter, les incendies naturels. Plus généralement, le feu est désormais considéré comme une « perturbation naturelle », similaire aux inondations, aux tempêtes de vent et aux glissements de terrain, qui a entraîné l'évolution des espèces et contrôle les caractéristiques des écosystèmes .
La lutte active contre les incendies , combinée à d'autres changements environnementaux causés par l'homme, peut avoir eu des conséquences imprévues sur les écosystèmes naturels. Certains grands incendies de forêt aux États-Unis ont été attribués à des années de lutte active contre les incendies et à l'expansion continue de la population dans des écosystèmes adaptés au feu, mais le changement climatique est plus probablement responsable. Les gestionnaires des terres sont confrontés à des questions difficiles sur la façon de restaurer un Fire regime (en) régime d'incendie naturel, mais permettre aux feux de forêt de brûler est la méthode la moins coûteuse et probablement la plus efficace.

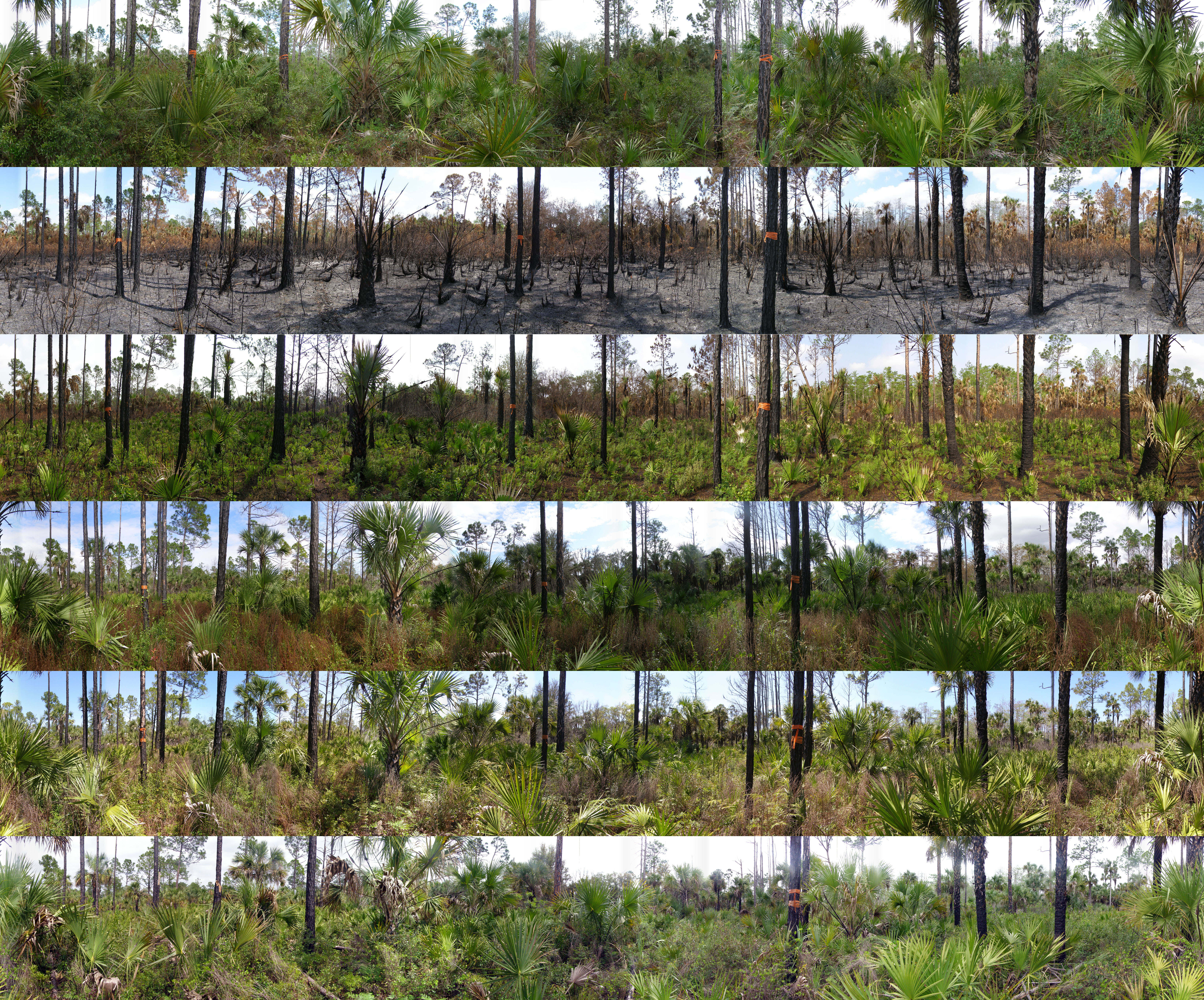
Combinaison de photos prises au Refuge faunique national Florida Panther. Photos panoramiques à 360 degrés à partir d'un point de surveillance, ces photos vont de la pré-brûlage à 2 ans après la brûlage.

## Composants d'incendie
Un régime de feu Fire regime (en) décrit les caractéristiques du feu et comment il interagit avec un écosystème particulier. Son « importance » est un terme que les écologistes utilisent pour désigner l’impact d’un incendie sur un écosystème. Les écologistes peuvent définir cela de plusieurs façons, mais l'une d'entre elles consiste à évaluer la mortalité des plantes. Le feu peut brûler à trois niveaux. Les incendies au sol brûlent à travers un sol riche en matière organique. Les incendies de surface brûlent à travers les matières végétales mortes qui gisent sur le sol. Les feux de la couronne brûleront au sommet des arbustes et des arbres. Les écosystèmes connaissent généralement un mélange des trois.
Les incendies se déclarent souvent pendant une saison sèche, mais dans certaines régions, des incendies de forêt peuvent également se produire à une période de l'année où la foudre est répandue. La fréquence sur une période de plusieurs années à laquelle les incendies se produiront à un endroit donné est une mesure de la fréquence des incendies de forêt dans un écosystème donné. Il est défini soit comme l'intervalle moyen entre les incendies sur un site donné, soit comme l'intervalle moyen entre les incendies dans une zone spécifiée équivalente.
Définie comme l'énergie libérée par unité de longueur de la ligne de feu (kW m −1 ), l'intensité des feux de forêt peut être estimée soit comme
- le produit de
  - le taux d'étalement linéaire (ms −1 ),
  - la faible chaleur de combustion (kJ kg −1 ),
  - et la masse de combustible brûlé par unité de surface,
- ou il peut être estimé à partir de la longueur de la flamme[8].

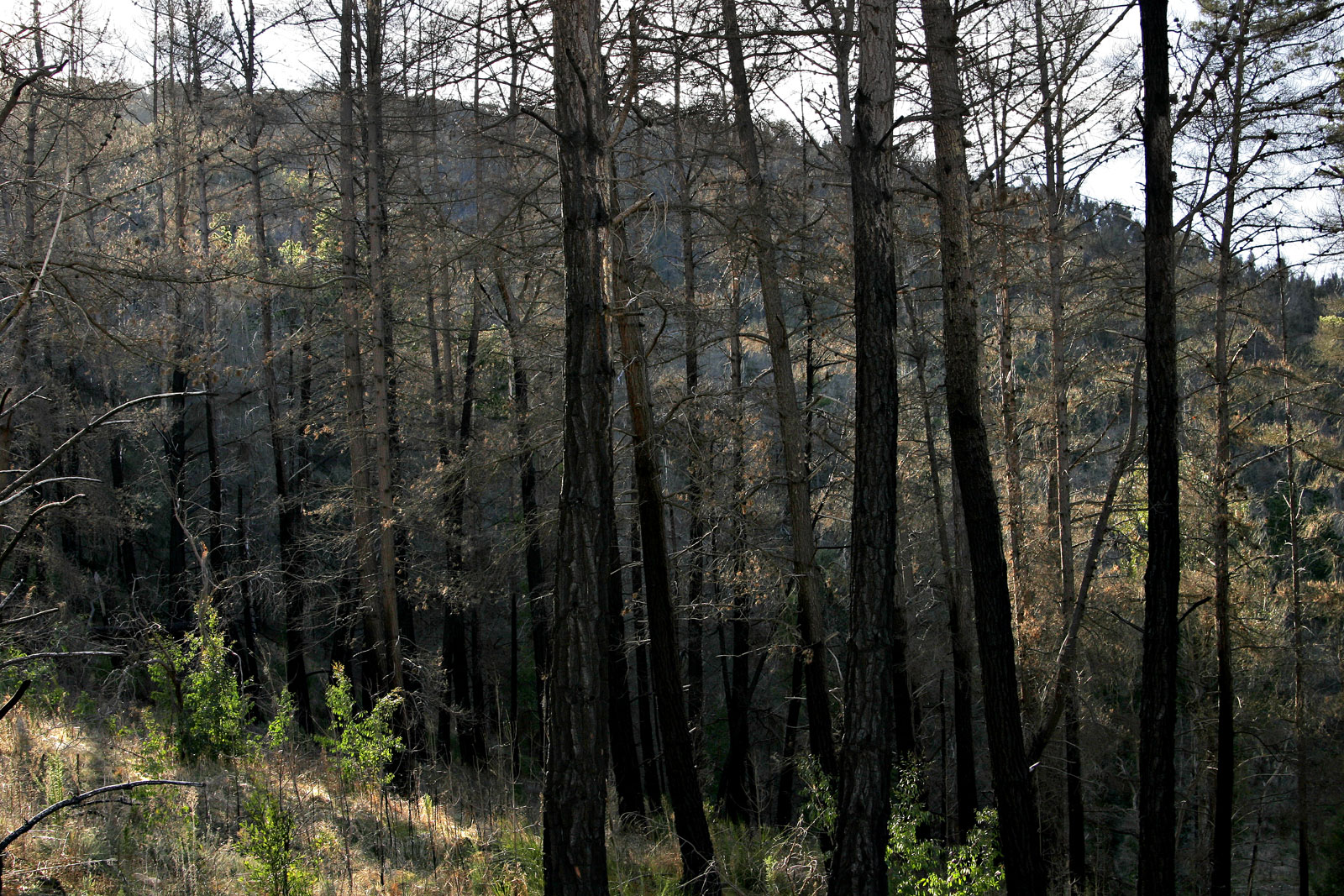
Plantation de pins de Monterey brûlé pendant les feux de brousse alpins de l'Est Victoria en 2003, Australie

## Réponses abiotiques
Les incendies peuvent affecter les sols par des processus de chauffage et de combustion. En fonction des températures des sols causées par les processus de combustion, différents effets se produiront - de l'évaporation de l'eau aux plages de températures les plus basses, à la combustion de la matière organique du sol (en) et à la formation de matière organique pyrogène, autrement connue sous le nom de charbon de bois.
Les incendies peuvent entraîner des changements dans les éléments nutritifs du sol par le biais de divers mécanismes, notamment l'oxydation, la volatilisation, l'érosion et le lessivage par l'eau, mais l'événement doit généralement être des températures élevées pour qu'une perte significative d'éléments nutritifs se produise. Cependant, la quantité de nutriments disponibles dans les sols est généralement augmentée en raison des cendres générées, et celles-ci sont rapidement rendues disponibles, par opposition à la libération lente de nutriments par décomposition. L'écaillage des roches (ou exfoliation thermique) accélère l'altération des roches et potentiellement la libération de certains nutriments.
Une augmentation du pH du sol à la suite d'un incendie est fréquemment observée, probablement en raison de la formation de carbonate de calcium et de la décomposition subséquente de ce carbonate de calcium en oxyde de calcium lorsque les températures augmentent encore. Cela pourrait également être dû à l'augmentation de la teneur en cations dans le sol due aux cendres, qui augmente temporairement le  pH du sol. L'activité microbienne dans le sol pourrait également augmenter en raison du réchauffement du sol et de l'augmentation de la teneur en éléments nutritifs du sol, bien que des études aient également révélé une perte complète de microbes sur la couche supérieure du sol après un incendie ,. Dans l'ensemble, les sols deviennent plus basiques (pH plus élevé) après les incendies en raison de la combustion acide. En provoquant de nouvelles réactions chimiques à des températures élevées, le feu peut même modifier la texture et la structure des sols en affectant la teneur en argile et la porosité du sol .
L'enlèvement de la végétation à la suite d'un incendie peut avoir plusieurs effets sur le sol, comme l'augmentation des températures du sol pendant la journée en raison de l'augmentation du rayonnement solaire à la surface du sol, et un refroidissement plus important dû à la perte de chaleur radiative la nuit. Moins de feuilles pour intercepter la pluie entraîneront également plus de pluie atteignat la surface du sol, avec moins de plantes pour absorber l'eau, la quantité d'eau contenue dans les sols pourrait augmenter. Cependant, on peut voir que les cendres peuvent être hydrofuges lorsqu'elles sont sèches, et que par conséquent, la teneur en eau et la disponibilité pourraient ne pas augmenter.

## Réponses biotiques et adaptations

### Plantes

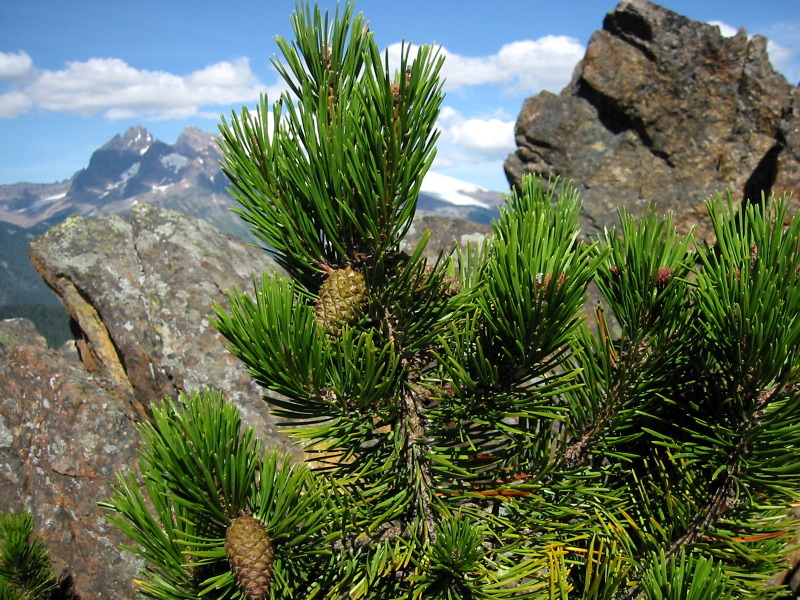
Cônes de pin tordu

Les plantes ont évolué en de nombreuses adaptations pour faire face au feu. Parmi ces adaptations, l'une des plus connues est probablement la pyriscence, où la maturation et la libération des graines sont déclenchées, en tout ou en partie, par le feu ou la fumée; ce comportement est souvent appelé à tort sérotinie, bien que ce terme désigne vraiment la catégorie beaucoup plus large de libération de graines activée par tout stimulus. Toutes les plantes pyriscentes sont sérotineuses, mais toutes les plantes sérotineuses ne sont pas pyriscentes (certaines sont nécriscentes, hygriscentes, xériscentes, soliscentes ou une combinaison de celles-ci). Par contre, la germination de la graine activée par la dormance (trigger) ne doit pas être confondue avec la pyriscence; il est connu sous le nom de dormance physiologique .
Dans les communautés chaparrales du sud de la Californie, par exemple, certaines plantes ont des feuilles enrobées d'huiles inflammables qui favorisent un feu intense. Cette chaleur fait germer leurs graines activées par le feu (un exemple de dormance) et les jeunes plants peuvent alors capitaliser sur le manque de concurrence dans un paysage brûlé. D'autres plantes ont des graines activées par la fumée ou des bourgeons activés par le feu. Les cônes du pin tordu ( Pinus contorta ) sont, à l'inverse, pyriscents: ils sont scellés avec une résine qu'un feu fait fondre, libérant les graines. De nombreuses espèces végétales, y compris le séquoia géant intolérant à l'ombre ( Sequoiadendron giganteum ), ont besoin du feu pour faire des trous dans le couvert végétal qui laisseront entrer la lumière, permettant à leurs semis de rivaliser avec les semis les plus tolérants à l'ombre d'autres espèces, et ainsi s'établir eux-mêmes. Parce que leur nature stationnaire exclut toute évitement des incendies, les espèces végétales peuvent être uniquement intolérantes au feu, tolérantes au feu ou résistantes au feu.

#### Intolérance au feu
Les espèces végétales intolérantes au feu ont tendance à être hautement inflammables et sont complètement détruites par le feu. Certaines de ces plantes et leurs graines peuvent simplement disparaître de la communauté après un incendie et ne pas revenir; d'autres se sont adaptés pour s'assurer que leur progéniture survit à la génération suivante. Les Obligate seeders, «semoirs obligatoires», sont des plantes avec de grandes banques de graines activées par le feu qui germent, grandissent et mûrissent rapidement après un feu, afin de se reproduire et de renouveler la banque de graines avant le prochain feu,. Les graines peuvent contenir la protéine réceptrice KAI2, qui est activée par les hormones de croissance Karrikine (en) libérées par le feu.

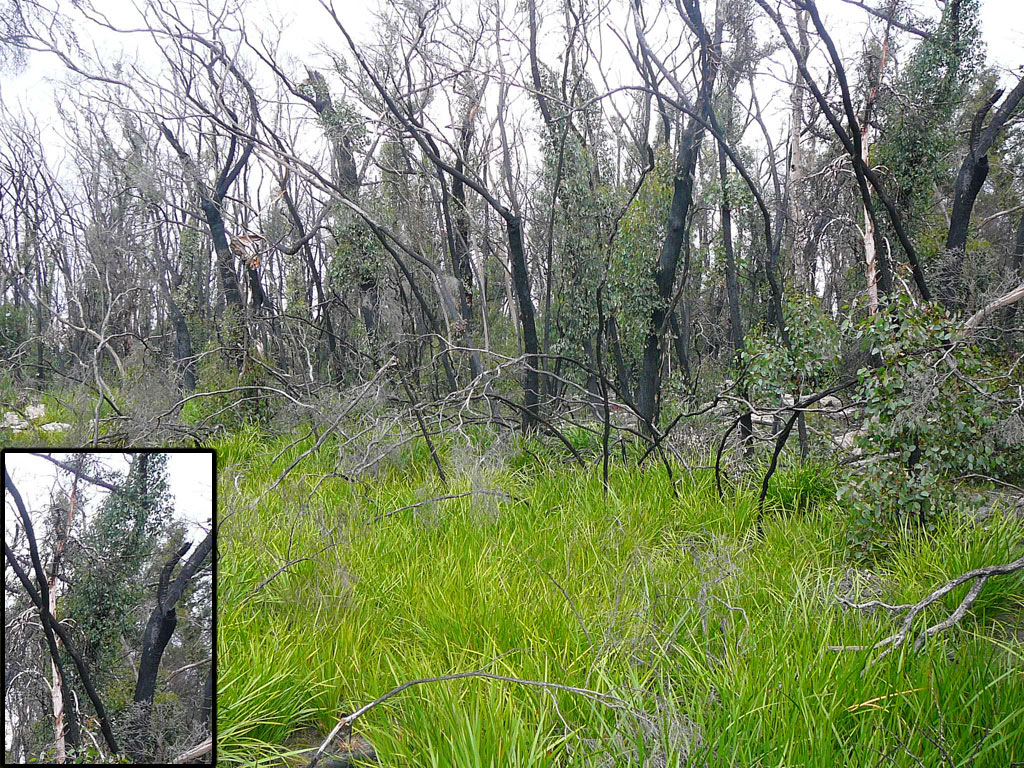
Tolérance au feu. Repousse typique après un feu de brousse australien

#### Tolérance au feu
Les espèces résistantes au feu sont capables de résister à un certain degré de brûlure et de continuer à croître malgré les dommages causés par le feu. Ces plantes sont parfois appelées en anglais « Resprouter (en)» (to resprout, rejeter, le fait pour une souche, un arbre, ou un peuplement de produire des rejets). Les écologistes ont montré que certaines espèces de resprouters stockent de l'énergie supplémentaire dans leurs racines pour faciliter la récupération et la repousse après un incendie,. Après un feu de brousse australien, le Mountain Grey Gum tree ( Eucalyptus cypellocarpa ) par exemple commence à produire une masse de pousses de feuilles à partir de la base de l'arbre tout le long du tronc vers le haut, ce qui le fait ressembler à un bâton noir complètement couvert de jeunes feuilles vertes.

#### Résistance au feu
Les plantes résistantes au feu subissent peu de dommages pendant un régime d'incendie caractéristique. Il s'agit notamment de grands arbres dont les parties inflammables sont au-dessus des feux de surface. Le pin ponderosa mature ( Pinus ponderosa ) est un exemple d'espèce d'arbre qui ne subit pratiquement aucun dommage à la couronne sous un régime de feu naturellement doux, car il perd ses branches inférieures et vulnérables à mesure qu'il mûrit,.

### Animaux, oiseaux et microbes
Comme les plantes, les animaux affichent une gamme de capacités pour faire face au feu, mais ils diffèrent de la plupart des plantes en ce sens qu'ils doivent éviter le foyer réel pour survivre. Bien que les oiseaux soient vulnérables lors de la nidification, ils sont généralement capables d'échapper à un incendie; ils profitent souvent de pouvoir capturer des proies fuyant un incendie et de recoloniser rapidement les zones brûlées par la suite. Certaines preuves anthropologiques et ethno-ornithologiques suggèrent que certaines espèces de rapaces qui se nourrissent de feu peuvent se livrer à une propagation intentionnelle du feu pour chasser leurs proies,. Les mammifères sont souvent capables de fuir un incendie ou de chercher un abri s'ils peuvent s'enfouir. Les amphibiens et les reptiles peuvent éviter les flammes en s'enfouissant dans le sol ou en utilisant les terriers d'autres animaux. Les amphibiens en particulier sont capables de se réfugier dans l'eau ou la boue très humide.
Certains arthropodes s'abritent également lors d'un incendie, même si la chaleur et la fumée peuvent en fait attirer certains d'entre eux, à leurs risques et périls . Les organismes microbiens présents dans le sol varient dans leur tolérance à la chaleur, mais sont plus susceptibles de pouvoir survivre à un incendie à mesure qu'ils se trouvent dans le sol. Une faible intensité de feu, un passage rapide des flammes et un sol sec aideront également. Une augmentation des nutriments disponibles après le passage du feu peut entraîner des communautés microbiennes plus importantes qu'avant l'incendie. La tolérance thermique généralement plus élevée des bactéries par rapport aux champignons permet à la diversité des populations microbiennes du sol de changer à la suite d'un incendie, en fonction de la gravité de l'incendie, de la profondeur des microbes dans le sol et de la présence d'un couvert végétal. Certaines espèces de champignons, comme Cylindrocarpon destructans, semblent ne pas être affectées par les contaminants de combustion, qui peuvent empêcher la repeuplement du sol brûlé par d'autres micro-organismes, et ont donc plus de chances de survivre aux perturbations causées par le feu, puis de recoloniser et de battre d'autres espèces fongiques.

## Feu et succession écologique
Le comportement du feu est différent dans chaque écosystème et les organismes de ces écosystèmes se sont adaptés en conséquence. Une généralité est que dans tous les écosystèmes, le feu crée une mosaïque de différentes parcelles d' habitat, s'échelonnant de zones qui viennent d'être brûlées à des zones qui n'ont pas été touchées par le feu pendant de nombreuses années. Il s'agit d'une forme de succession écologique dans laquelle un site fraîchement brûlé évoluera à travers des phases continues et directionnelles de colonisation à la suite de la destruction causée par l'incendie. Les écologistes caractérisent généralement la succession par les changements de végétation qui se produisent successivement. Après un incendie, les premières espèces à recoloniser seront celles dont les graines sont déjà présentes dans le sol, ou celles dont les graines sont capables de se déplacer rapidement dans la zone brûlée. Ce sont généralement des plantes herbacées à croissance rapide qui nécessitent de la lumière et ne tolèrent pas l'ombrage. Avec le temps, des espèces ligneuses à croissance plus lente et tolérantes à l'ombre supprimeront certaines des plantes herbacées. Les conifères sont souvent des espèces de succession précoce, tandis que les arbres à feuilles larges les remplacent fréquemment en l'absence de feu. Par conséquent, de nombreuses forêts de conifères dépendent elles-mêmes des incendies récurrents.
Différentes espèces de plantes, d'animaux et de microbes se spécialisent dans l'exploitation des différentes étapes de ce processus de succession, et en créant ces différents types de parcelles, le feu permet à un plus grand nombre d'espèces d'exister dans un paysage. Les caractéristiques du sol seront un facteur déterminant la nature spécifique d'un écosystème adapté au feu, tout comme le climat et la topographie.

## Exemples d'incendies dans différents écosystèmes

### Forêts
Des incendies légers à modérés brûlent dans le sous-bois de la forêt, éliminant les petits arbres et le couvert végétal herbacé. Des incendies de grande intensité brûleront les cimes des arbres et tueront la plus grande part de la végétation dominante. Les feux de cimes peuvent nécessiter le soutien de combustibles terrestres pour maintenir le feu dans la canopée forestière (feux de cimes passifs), ou le feu peut brûler dans la canopée indépendamment de tout support de combustible au sol (feu de cimes actif). Les incendies de haute gravité créent une forêt à chandelles (Complex early seral forest (en)) avec des niveaux élevés de biodiversité. Lorsqu'une forêt brûle fréquemment et a donc moins d'accumulation de litière végétale, les températures du sol sous terre n'augmentent que légèrement et ne seront pas mortelles pour les racines qui se trouvent profondément dans le sol. Bien que d'autres caractéristiques d'une forêt influencent l'impact du feu sur elle, des facteurs tels que le climat et la topographie jouent un rôle important dans la détermination de la gravité et de l'étendue du feu. Les incendies se propagent le plus largement pendant les années de sécheresse, sont plus graves sur les pentes supérieures et sont influencés par le type de végétation.

#### Forêts en Colombie-Britannique
Au Canada, les forêts couvrent environ 10% de la superficie terrestre et abritent pourtant 70% des espèces d'oiseaux et de mammifères terrestres du pays. Les régimes naturels des feux sont importants pour maintenir un assemblage diversifié d'espèces de vertébrés dans jusqu'à douze types de forêts (en) différents en Colombie-Britannique. Différentes espèces se sont adaptées pour exploiter les différents stades de succession, de repousse et de changement d'habitat qui se produisent après un épisode d'incendie, comme les arbres abattus et les débris. Les caractéristiques du feu initial, telles que sa taille et son intensité, font évoluer l'habitat de manière différentielle par la suite et influencent la façon dont les espèces de vertébrés peuvent utiliser les zones incendiées .

### Arbustes

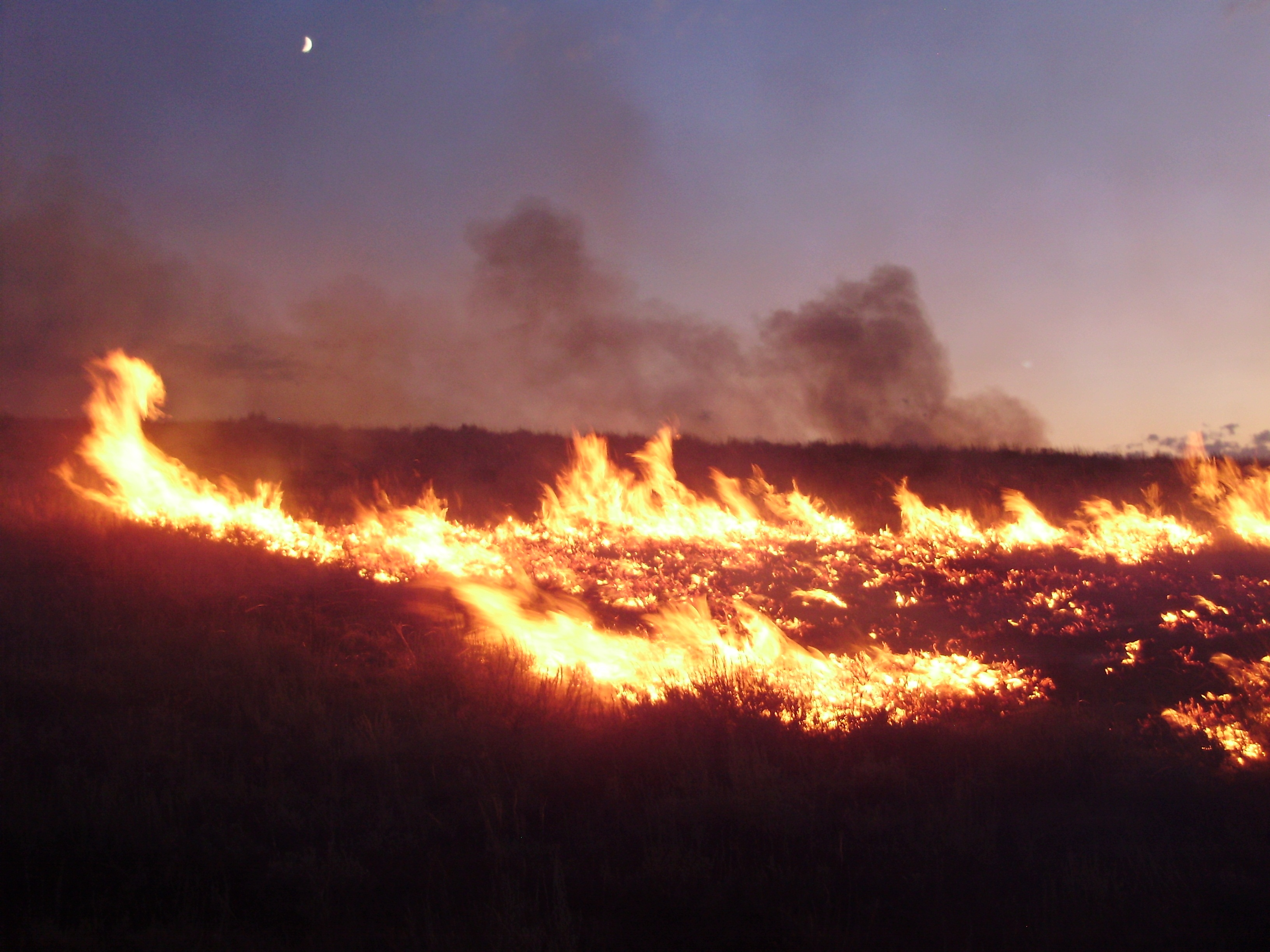
Les incendies de forêt provoqués par la foudre sont fréquents dans les broussailles et les prairies du Nevada.

Les feux d'arbustes se concentrent généralement dans la canopée et se propagent continuellement si les arbustes sont suffisamment rapprochés. Les arbustes sont généralement secs et sont sujets à des accumulations de combustibles très volatils, en particulier sur les coteaux. Les incendies suivront le chemin de moindre humidité et de la plus grande quantité de combustible mort. Les températures de surface et souterraines du sol pendant un brulage sont généralement plus élevées que celles des incendies de forêt parce que les centres de combustion sont plus proches du sol, bien que cela puisse varier considérablement. Les plantes communes dans les shrubland ou chaparral comprennent la manzanita, la chamise et Baccharis pilularis (en).

#### Arbustes californiens
La zone arbustive californienne, communément appelée chaparral, est une communauté végétale répandue d'espèces à faible croissance, généralement dans les zones arides en pente des chaînes côtières de Californie ou des contreforts occidentaux de la Sierra Nevada . Il existe un certain nombre d'arbustes communs (shrubs and tree shrub) dans cette association, notamment le salal, Heteromeles, Frangula californica (en) et le sumac de l'Ouest. La régénération à la suite d'un incendie est généralement un facteur majeur dans l'association de ces espèces.

#### Arbustes sud-africains de Fynbos
Les arbustes de Fynbos se trouvent dans une petite ceinture à travers l'Afrique du Sud. Les espèces végétales de cet écosystème sont très diverses, mais la majorité de ces espèces sont des semeurs obligatoires (obligate seeders), c'est-à-dire qu'un incendie provoquera la germination des graines et les plantes commenceront un nouveau cycle de vie à cause de cela. Ces plantes peuvent avoir évolué en semeurs obligatoires en réponse au feu et aux sols pauvres en nutriments. Étant donné que le feu est courant dans cet écosystème et que le sol contient peu de nutriments, il est plus efficace pour les plantes de produire de nombreuses graines et de mourir dans le prochain feu. Il serait moins efficace d'investir beaucoup d'énergie dans les racines pour survivre au prochain incendie lorsque ces racines seront en mesure d'extraire peu d'avantages supplémentaires d'un sol pauvre en nutriments. Il est possible que le temps de génération rapide affiché par ces semeurs obligatoires ait conduit à une évolution et à une spéciation plus rapides dans cet écosystème, ce qui a abouti à sa communauté végétale très diversifiée .

### Prairies
Les prairies brûlent plus facilement que les écosystèmes forestiers et arbustifs, le feu se déplaçant à travers les tiges et les feuilles des plantes herbacées et ne chauffant que légèrement le sol sous-jacent, même en cas de forte intensité. Dans la plupart des écosystèmes de prairies, le feu est le principal mode de décomposition, ce qui le rend crucial dans le recyclage des nutriments . Dans certains systèmes de prairies, le feu n'est devenu le principal mode de décomposition qu'après la disparition de grands troupeaux migrateurs de mégafaune broutant, sous la pression des prédateurs. En l'absence de communautés fonctionnelles de grands troupeaux migrateurs de mégafaune herbivore et de prédateurs associés, la surutilisation du feu pour maintenir les écosystèmes des prairies peut entraîner une oxydation excessive, une perte de carbone et une désertification dans les climats sensibles. Certains écosystèmes de prairies réagissent mal au feu.

#### Prairies nord-américaines
En Amérique du Nord, les graminées envahissantes adaptées au feu telles que Bromus tectorum contribuent à une fréquence accrue des feux qui exerce une pression sélective contre les espèces indigènes. C'est une préoccupation pour les prairies de l'ouest des États-Unis.
Dans les prairies moins arides, les feux avant la colonisation ont fonctionné de concert  avec le pâturage pour créer un écosystème de prairies sain  comme l'indique l'accumulation de matière organique du sol (en)  significativement altérée par le feu ,,. L'écosystème des Prairies d'herbes hautes des Flint Hills de l'est du Kansas et de l'Oklahoma répond positivement à l'utilisation actuelle du feu en combinaison avec le pâturage.

#### Savane sud-africaine
Dans la savane d' Afrique du Sud, les zones récemment brûlées ont une nouvelle croissance qui fournit un fourrage savoureux et nutritif par rapport aux herbes plus anciennes et plus dures. Ce nouveau fourrage attire les grands herbivores des zones de prairies non brûlées et broutées qui ont été tenues à l'écart par un pâturage constant. Sur ces pelouses (lawns) non brûlées , seules les espèces végétales adaptées au pâturage intensif peuvent persister; mais la distraction fournie par les zones nouvellement brûlées permet aux herbes intolérantes au pâturage de repousser dans les pelouses qui ont été temporairement abandonnées, permettant ainsi à ces espèces de persister dans cet écosystème .

### Savanes de pins des marais

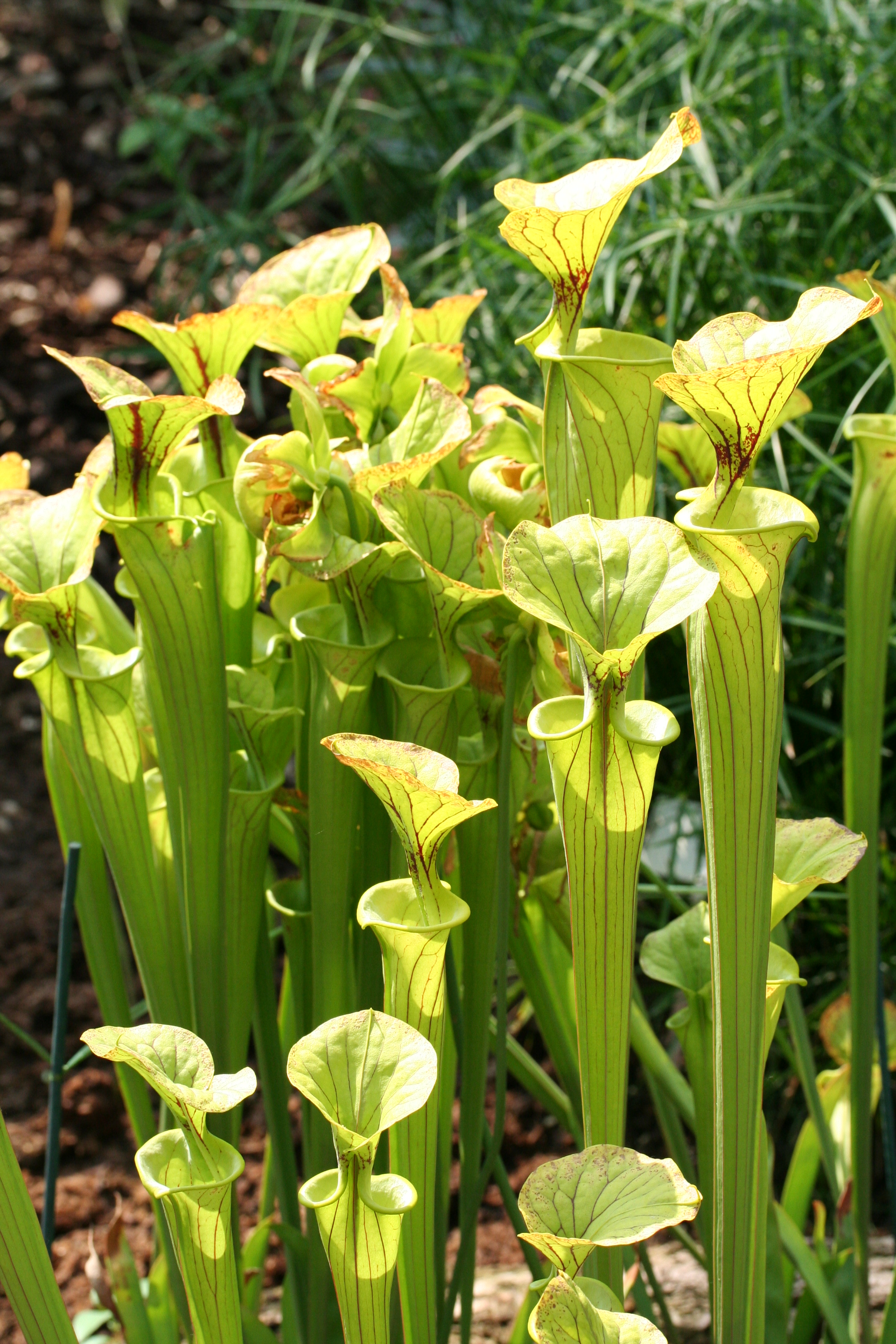
Sarracenia flava dépend des incendies récurrents dans les savanes des plaines côtières et des flatwoods.

Une grande partie du sud-est des États-Unis était autrefois une forêt de pins des marais ouverte avec un riche sous-étage d'herbes, de carex, de plantes carnivores et d'orchidées. Les cartes ci-dessus montrent que ces écosystèmes (codés en bleu pâle) avaient la fréquence de feu la plus élevée de tous les habitats, une fois par décennie ou moins. Sans feu, les arbres forestiers à feuilles caduques envahissent et leur ombre élimine à la fois les pins et le sous-étage. Parmi les plantes typiques associées au feu, citons la Sarracenia flava et la pogonie langue-de-serpent . L'abondance et la diversité de ces plantes sont étroitement liées à la fréquence des incendies. Des animaux rares tels que les tortues gopher et les serpents indigo dépendent également de ces prairies ouvertes et de ces écosystèmes pinifères (flatwoods). Par conséquent, la restauration du feu est une priorité pour maintenir la composition des espèces et la diversité biologique .

### Incendie dans les zones humides
Bien que cela puisse paraître étrange, de nombreux types de zones humides sont également influencés par le feu. Cela se produit généralement pendant les périodes de sécheresse. Dans les paysages avec des sols tourbeux, tels que les tourbières, le substrat de tourbe lui-même peut brûler, laissant des trous qui se remplissent d'eau comme de nouveaux étangs. Les incendies moins intenses élimineront les déchets accumulés et permettront à d'autres plantes des zones humides de se régénérer à partir de graines enfouies ou de rhizomes. Les terres humides qui sont influencées par les incendies comprennent les marais côtiers, les prairies humides, les tourbières, les plaines inondables, les marais des prairies et les flatwoods. Étant donné que les zones humides peuvent stocker de grandes quantités de carbone dans la tourbe, la fréquence des feux de vastes tourbières nordiques est liée aux processus contrôlant les niveaux de dioxyde de carbone de l'atmosphère et au phénomène de réchauffement climatique. Le carbone organique dissous (COD) est abondant dans les zones humides et joue un rôle essentiel dans leur écologie. Dans les Everglades de Floride, une partie importante du COD est du «charbon dissous», ce qui indique que le feu peut jouer un rôle critique dans les écosystèmes des zones humides.

## Extinction d'incendie
Le feu remplit de nombreuses fonctions importantes dans les écosystèmes adaptés au feu. Le feu joue un rôle important dans le cycle des nutriments, le maintien de la diversité et la structure de l'habitat. La lutte active contre les incendies peut entraîner des changements imprévus dans les écosystèmes qui affectent souvent les plantes, les animaux et les humains qui dépendent de cet habitat. Les feux de forêt qui s'écartent d'un régime d'incendie historique en raison de la lutte active contre les incendies sont appelés «incendies inhabituels» (flatwoods).

### Communautés Chaparral
En 2003, le sud de la Californie a été témoin de puissants incendies de forêt de chaparral . Des centaines de maisons et des centaines de milliers d'acres de terres ont pris feu. Les incendies extrêmes (faible humidité, faible humidité du carburant et vents violents) et l'accumulation de matières végétales mortes après 8 ans de sécheresse ont contribué à un résultat catastrophique. Bien que certains soutiennent que la lutte active contre les incendies a contribué à une accumulation non naturelle de charges de combustible , une analyse détaillée des données historiques sur les incendies a montré que cela n'a peut-être pas été le cas. Les activités de lutte active contre les incendies n'avaient pas réussi à exclure le feu du chaparral du sud de la Californie. Des recherches montrant des différences de taille et de fréquence des incendies entre le sud de la Californie et la Baja ont été utilisées pour suggérer que les incendies plus importants au nord de la frontière sont le résultat de la lutte active contre les incendies , mais cette opinion a été contestée par de nombreux enquêteurs et n'est plus soutenue par la majorité. des écologistes du feu[réf. nécessaire].
L'une des conséquences des incendies de 2003 a été l'augmentation de la densité des espèces végétales envahissantes et non indigènes qui ont rapidement colonisé les zones brûlées, en particulier celles qui avaient déjà été brûlées au cours des 15 années précédentes. Parce que les arbustes de ces communautés sont adaptés à un régime de feu historique particulier, des régimes de feu modifiés peuvent modifier les pressions sélectives sur les plantes et favoriser les espèces envahissantes et non indigènes qui sont mieux en mesure d'exploiter les nouvelles conditions post-incendie.

### Impacts sur les poissons
La forêt nationale de Boise est une forêt nationale américaine située au nord et à l'est de la ville de Boise, Idaho. À la suite de plusieurs incendies de forêt d'une ampleur inhabituelle, un impact immédiatement négatif sur les populations de poissons a été observé, posant un danger particulier pour les petites populations de poissons isolées. À long terme, cependant, le feu semble rajeunir les habitats du poisson en provoquant des changements hydrauliques qui augmentent les inondations et mènent à l'enlèvement du limon et au dépôt d'un substrat d'habitat favorable. Cela conduit à des populations de poissons plus importantes après les incendies, capables de recoloniser ces zones améliorées . Mais bien que le feu semble généralement favorable pour les populations de poissons dans ces écosystèmes, les effets plus intenses de feux de forêt non caractéristiques, en combinaison avec la fragmentation des populations par les barrières humaines (comme déversoirs et barrages), constituera une menace pour les populations de poissons.

## Le feu comme outil de gestion

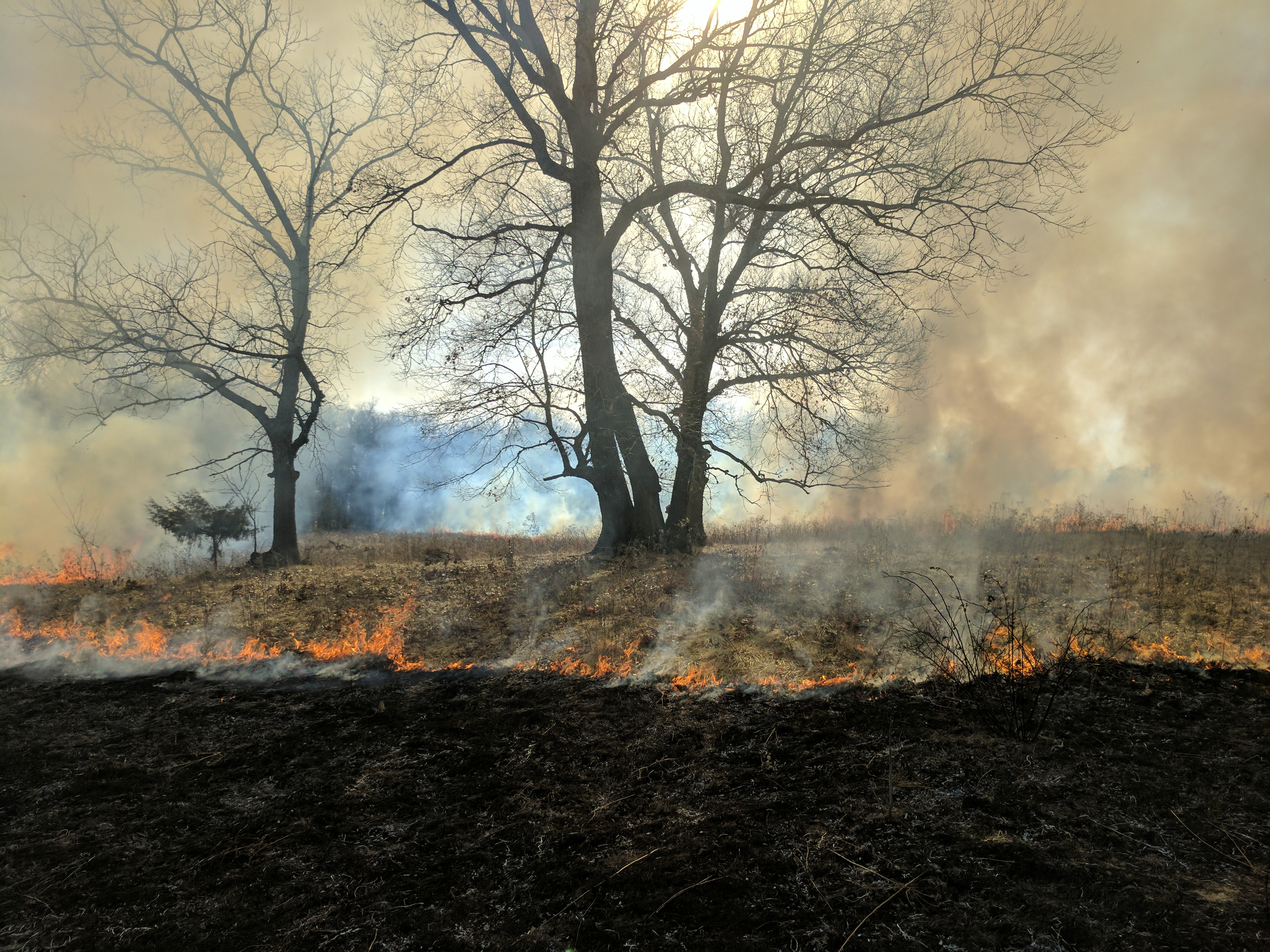
Brûlage dirigé à Oak Savannah dans l'Iowa

L'écologie de la restauration est le nom donné à une tentative d'inverser ou d'atténuer certains des changements que les humains ont causés à un écosystème. Le brûlage contrôlé est un outil qui reçoit actuellement une attention considérable en tant que moyen de restauration et de gestion. L'application du feu à un écosystème peut créer des habitats pour des espèces qui ont été affectées négativement par la lutte active contre les incendies , ou le feu peut être utilisé comme moyen de contrôler les espèces envahissantes sans recourir à des herbicides ou des pesticides. Cependant, il y a un débat sur ce que les gestionnaires de l'État devraient viser à restaurer pour leurs écosystèmes, en particulier sur la question de savoir si « naturel » signifie pré-humain ou pré-européen. L'utilisation du feu par les Amérindiens, et non les feux naturels, a historiquement maintenu la diversité des savanes d'Amérique du Nord (en),. Quand, comment et où les gestionnaires devraient utiliser le feu comme outil de gestion est sujet à débat.

### Prairie à herbes courtes des Grandes Plaines
Une combinaison de pâturage intensif du bétail et de lutte contre les incendies a radicalement modifié la structure, la composition et la diversité de l'écosystème des prairies d'herbes courtes des Grandes Plaines, permettant aux espèces ligneuses de dominer de nombreuses zones et favorisant les espèces envahissantes intolérantes au feu. Dans les écosystèmes semi-arides où la décomposition de la matière ligneuse est lente, le feu est crucial pour restituer les nutriments au sol et permettre aux prairies de maintenir leur productivité élevée.
Bien que le feu puisse se produire pendant la saison de croissance ou de dormance, le feu géré pendant la saison de dormance est le plus efficace pour augmenter les prairies et le couvert de phorbe, la biodiversité et l'absorption des éléments nutritifs des plantes dans les prairies à herbes courtes . Les gestionnaires doivent également tenir compte, cependant, de la manière dont les espèces envahissantes et non indigènes réagissent au feu s'ils veulent restaurer l'intégrité d'un écosystème indigène. Par exemple, le feu ne peut contrôler la centaurée du Rhin envahissante ( Centaurea maculosa ) dans la prairie à herbes hautes du Michigan qu'en été, car c'est la période du cycle de vie de la centaurée qui est la plus importante pour sa croissance reproductive .

### Forêts mixtes de conifères aux États-Unis Sierra Nevada
Les forêts mixtes de conifères aux États-Unis, la Sierra Nevada, avaient des intervalles de retour de feu allant de 5 ans à 300 ans, selon le climat local. Des altitudes plus basses avaient des intervalles de retour du feu plus fréquents, tandis que des altitudes plus élevées et plus humides voyaient des intervalles beaucoup plus longs entre les incendies. Les Amérindiens avaient tendance à allumer des incendies à l'automne et en hiver, et les terres à plus haute altitude n'étaient généralement occupées par les Amérindiens que pendant l'été.

### Forêts boréales finlandaises
Le déclin de la superficie et de la qualité de l'habitat a conduit de nombreuses populations d'espèces à être inscrites sur la liste rouge de l'Union internationale pour la conservation de la nature. Selon une étude sur la gestion forestière des forêts boréales finlandaises, l'amélioration de la qualité de l'habitat des zones en dehors des réserves peut contribuer aux efforts de conservation des coléoptères menacés qui dépendent du bois mort. Ces coléoptères et divers types de champignons ont tous deux besoin d'arbres morts pour survivre. Les forêts anciennes peuvent fournir cet habitat particulier. Cependant, la plupart des zones forestières boréales fennoscandiennes sont utilisées pour le bois et ne sont donc pas protégées. L'utilisation du brûlage contrôlé et de la rétention d'arbres d'une zone boisée avec du bois mort a été étudiée ainsi que ses effets sur les coléoptères en voie de disparition. L'étude a révélé qu'après la première année de gestion, le nombre d'espèces a augmenté en abondance et en richesse par rapport au traitement avant incendie. L'abondance des coléoptères a continué d'augmenter l'année suivante dans les sites où la rétention d'arbres était élevée et le bois mort abondant. La corrélation entre la gestion des incendies de forêt et l'augmentation des populations de coléoptères montre la clé de la conservation de ces espèces inscrites sur la liste rouge.

### Forêts d'eucalyptus australiennes
Une grande partie de la forêt d'eucalyptus ancienne en Australie est destinée à la conservation. La gestion de ces forêts est importante car des espèces comme Eucalyptus grandis dépendent du feu pour survivre. Il existe quelques espèces d'eucalyptus qui n'ont pas de lignotuber, un renflement des racines qui contient des bourgeons, où de nouvelles pousses peuvent ensuite germer. Lors d'un incendie, un lignotuber est utile pour le rétablissement de la plante. Étant donné que certains eucalyptus ne possèdent pas ce mécanisme particulier, la gestion des feux de forêt peut être utile en créant un sol riche, en tuant les concurrents et en permettant la libération des graines.

## Politiques de gestion

### États-Unis
La politique de lutte contre les incendies aux États-Unis implique le gouvernement fédéral, les gouvernements des États, les gouvernements tribaux, les groupes d'intérêt et le grand public. La nouvelle vision fédérale de la politique des incendies est parallèle aux progrès de l'écologie, et évolue vers l'idée que de nombreux écosystèmes dépendent des perturbations pour leur diversité et pour le bon entretien de leurs processus naturels. Bien que la sécurité humaine soit toujours la priorité dans la gestion des incendies, les nouveaux objectifs du gouvernement américain incluent une vision à long terme des écosystèmes. La politique la plus récente permet aux gestionnaires d'évaluer les valeurs relatives de la propriété privée et des ressources dans des situations particulières et de définir leurs priorités en conséquence.
L'un des principaux objectifs de la gestion des incendies est d'améliorer l'éducation du public afin de supprimer la mentalité d'extinction des incendies « Smokey Bear » et de faire découvrir au public les avantages des feux naturels réguliers.

### France
En France, l'écologie du feu a été initiée par l'écologue montpelliérain Louis Trabaud (1937-2017). Il s'intéresse particulièrement aux écosystèmes méditerranéens,.
En 1938, Georges Kuhnholtz-Lordat publia un manuel,«  La Terre Incendiée », la première étude, et pendant longtemps la seule, à prétendre au statut d'étude d'ensemble du feu. Il introduisit la notion de « pyrophyte ».

## Voir également
- Germination de la couronne - Crown sprouting (en)
- Histoire évolutive des plantes
- Histoire du feu
- Feu de tourbière
- Pyrophyte
- Utilisation du feu par les Amérindiens dans les écosystèmes
- Sérotinie
- Suppression des feux de friches
- Brûlage dirigé
- Écobuage
- Brûlage pastoral